# Bolsiusia spatulasetae
Bolsiusia spatulasetae är en tvåvingeart som beskrevs av Ronald Henry Lambert Disney 1996. Bolsiusia spatulasetae ingår i släktet Bolsiusia och familjen puckelflugor.
Artens utbredningsområde är Taiwan. Inga underarter finns listade i Catalogue of Life.